# 拓跋羯儿
拓跋羯儿（5世紀—451年），魏道武帝拓跋珪之孙，河南王拓跋曜之子，北魏宗室、官员。

## 生平
拓跋羯儿的叔叔河间王拓跋脩去世时没有儿子，太平真君元年（440年），魏太武帝拓跋焘承续已断绝的世系，下诏以拓跋羯儿承袭拓跋脩的河间王爵位，改封略阳王。
太延六年四月丙戌（440年6月14日），魏太武帝诏令永昌王拓跋健都督拓跋羯儿等人在番和郡讨伐秃发保周，拓跋羯儿将张掖百姓数百家迁徙到武威，就和其他将领私下将这些百姓没为己用，因为贪婪暴虐被定罪，于太平真君二年三月庚戌（441年5月4日）被降爵位为公。太平真君七年（446年），略阳公拓跋羯儿恢复略阳王的爵位，加号征西大将军。
太平真君十年正月戊辰朔（449年2月9日），魏太武帝在大漠以南用酒食招待群臣，甲戌（449年2月15日），北魏讨伐柔然，高凉王拓跋那从东道进发，拓跋羯儿统领黄河以西的各路军队从西道进发，魏太武帝和太子拓跋晃从涿邪山进发，行经数千里。九月，魏太武帝讨伐柔然，高凉王拓跋那从东道进发，略阳王拓跋羯儿从中道进发。处可汗吐贺真与拓跋那相持数日后撤退，拓跋那追击九日九夜，吐贺真抛弃辎重逃走，拓跋羯儿收获柔然百姓和牲畜超过一百万，从此柔然衰弱，隐匿不敢侵犯北魏边塞。
正平元年（451年）六月，拓跋羯儿有罪被赐死，爵位被削除。